# Арнольд, Уильям Говард
Уильям Говард Арнольд (англ. William Howard Arnold; 18 января 1901 года, Дайерсберг, Теннесси, США — 30 сентября 1976 года, Лейк-Форест, Иллинойс, США) — генерал-лейтенант армии США. Во Второй мировой войне Уильям Арнольд принимал участие в битве за Гуадалканал, Бугенвильской кампании в составе XIV корпуса и командовал 23-й пехотной дивизией во время Филиппинской операции.

## Биография
В 1924 году Уильям Арнольд окончил Военную академию США, получив звание второго лейтенанта. После окончания академии он служил в различных частях США. 16 февраля 1926 года он женился на Элизабет Уэлш Маллен. В 1928 году учился в пехотном училище в Форт-Беннинге. С 1928 по 1930 год служил на военной базе в штате Гавайи. С 1934 по 1936 год служил офицером в 15-м пехотном полку, который располагался в Тяньцзинь, Китай. В 1938 году закончил Командно-штабной колледж армии США.
С 1942 по 1943 год Арнольд был помощником начальника штаба IV корпуса, который располагался в Форт-Льюисе, штат Вашингтон. В сентябре 1943 года он получил звание бригадный генерал и был назначен начальником штаба XIV корпуса. Уильям принимал участие в битве за Гуадалканал и Бугенвильской кампании против японских войск.
В ноябре 1944 года Уильям получил звание генерал-майор и был назначен командующим 23-й пехотной дивизии. Вместе с дивизией он принимал участие в Филиппинской операции 1944—1945 годов. В частности руководил операцией В августе 1945 года на острове Себу (Филиппины) он принял капитуляцию почти 10000 японских солдат.
После войны Арнольд продолжил службу в армии. В 1950—1952 годах он служил в Совместной военной миссии по оказанию помощи Турции. В 1953 году он был назначен командующим Вооруженными силами США в Австрии, а также получил повышение до генерал-лейтенанта. В 1955 году он был назначен командующим 5-й армии США, которая располагалась в Чикаго, штат Иллинойс.
В 1961 году после 37 лет службы Ульям Арнольд ушёл в отставку. Он умер 30 сентября 1976 года в Лейк-Форест (Иллинойс) и похоронен в Форт-Шеридан (Иллинойс), рядом со своей женой, которая умерла в том же году.

## Семья
Жена — Элизабет Уэлш, имела звание кавалерственной Дамы Большого креста в католическом Ордене Святого Гроба Господнего Иерусалимского. У них было четверо детей: Уильям Говард Арнольд-младший стал физиком-ядерщиком, Джозеф Коулман Арнольд дослужился до звания полковника вооружённых сил США, дочери — Элизабет Даллман и Эмили Клэнси.
Внучка, Фрэнсис Арнольд, получила Нобелевскую премию по химии 2018 года.

## Награды
- Медаль «За выдающуюся службу»
- Серебряная звезда
- Бронзовая звезда
- Орден «Легион почёта»
- Медаль военно-воздушных сил
- Медаль Победы во Второй мировой войне

## Примечание
1. 1 2  William Howard Arnold // Salzburgwiki (нем.)
2. 1 2  Chicago Tribune (англ.) // The Chicago Weekly Tribune — Chicago: Tribune Publishing, 1847. — ISSN 2165-171X; 1085-6706
3. 1 2  Gen. W.h. Arnold, 75, W.w. Ii Leader, Dies. The New York Times. 1 октября 1976. Архивировано 23 июля 2018. Дата обращения: 21 января 2020.
4. ↑  United States. Adjutant General. Official army register for ... — Washington : [s.n.]. — 1356 с.
5. ↑  Guadalcanal. history.army.mil. Дата обращения: 21 января 2020. Архивировано 12 апреля 2020 года.
6. ↑  Harry A. Gailey. Bougainville, 1943-1945: The Forgotten Campaign. — University Press of Kentucky, 1943. — 260 с. — ISBN 978-0-8131-2768-2. Архивировано 29 июня 2016 года.
7. ↑  Southern Philippines. history.army.mil. Дата обращения: 21 января 2020. Архивировано 13 января 2020 года.
8. ↑  Gen. W.H. Arnold, 75, WW II Leader Dies Архивная копия от 23 июля 2018 на Wayback Machine, New York Times, October 1, 1976
9. ↑  Gen. W. H. Arnold dies; fought in South Pacific Архивная копия от 24 октября 2012 на Wayback Machine, Chicago Tribune, October 1, 1976
10. ↑  «Fünfzig Jahre und mehr» Архивная копия от 8 мая 2016 на Wayback Machine, Ritterorden vom Heiligen Grab zu Jerusalem, Festschrift 2004, p 40
11. ↑  Memorial Tributes. — 2017. — ISBN 978-0-309-45928-0. — doi:10.17226/24773. Архивная копия от 23 апреля 2021 на Wayback Machine Источник. Дата обращения: 10 марта 2021. Архивировано 23 апреля 2021 года.
12. ↑  The Nobel Prize in Chemistry 2018 — NobelPrize.org. Дата обращения: 3 октября 2018. Архивировано 11 мая 2020 года.